# Terrorizer (журнал)
Terrorizer — журнал, посвящённый экстремальной музыке, публикуется компанией Dark Arts Ltd. в Великобритании. Издаётся каждые четыре недели, с тринадцатью выпусками в год, и включает компакт-диск «Fear Candy», дважды в год выходит компакт-диск «Fear Candy Unsigned» и двухсторонний постер.
Эксперт ресурса About.com Chad Bowar признал Terrorizer одним из наиболее авторитетных метал-журналов. Британский радиоведущий Джон Пил, известный поклонник дэт-метала и грайндкора, продемонстрировал свою приверженность журналу на BBC Radio 4.
Штат писателей включает в себя бывшего басиста группы Stampin' Ground, автора трёх книг о британском панке Ian Glasper'а, бывшего клавишника группы Cradle of Filth Damien'а (aka Greg Moffitt), комедийного писателя и барабанщика группы Moss Chris Chantler'а, а также гостевых колумнистов: Fenriz (Darkthrone), Steve Austin (Today Is the Day), Johan Hegg (Amon Amarth), Kevin Sharp (Brutal Truth), Peter Dolving (The Haunted).

## История

### 1993
Первое издание было опубликовано в октябре 1993 года. На обложке с группой Sepultura оформление журнала оставляло желать лучшего, однако линейка музыкантов, попавших на страницы журнала (Morgoth, Entombed, Morbid Angel, At the Gates, Coroner, Dismember, Sinister, Death), представляла собой «подлинный шведский стол брутальности».
Название журнала происходит от соответствующей группы Terrorizer, которая, в свою очередь, взяла это название из первой демозаписи 1985 года дэт-метал-группы Master. Terrorizer был на передовой в зарождающейся дэт-метал-сцене, со временем он стал освещать все жанры метала, выдвинув слоган «экстремальная музыка — без границ» в 108 номере от 2003 года.
После второго издания с группой Carcass на обложке, тогдашний редактор Rob Clymo рискнул поместить на обложке группу Metallica, как-бы символизируя этим движение в сторону более широкого музыкального охвата (всё-таки Metallica звучит намного легче, чем представители дэт-метала).

### 1994–1995
На 11 выпуске Terrorizer отметил свой первый день рождения, охватив в этом номере хардкор-панк и такие группы, как Suicidal Tendencies, Madball, Chaos UK и Pro-Pain. «Казалось, что команда решила наконец должным образом выполнить оригинальное обещание об освещении всех форм экстремальной музыки».
В 1994 году дэт-метал начинал широко освещаться в металлической прессе, однако блэк-метал оставался в тени. Terrorizer старался убрать этот разрыв, помещая на страницы журнала Enslaved, Emperor, Dissection, Behemoth и прочих подобных исполнителей.
Первый вложенный компакт-диск под названием «Noize Pollution 3» (первые две части были на аудиокассетах) появился на 23 выпуске от 1995 года и включал в себя группы At the Gates, Six Feet Under, In Flames, Moonspell и Dissection. В том же году Terrorizer запустил два телефонных сервиса «Deathline» и «Metal Mates», которые вскоре были отключены. «Первый был числом, которое Вы могли назвать, чтобы послушать все интервью, отрывки из которых Вы прочитали в журнале. Во втором Вы могли зарегистрировать свои персональные данные.»

### 1996–1998
На 28 выпуске от 1996 года Nick Terry заменил прежнего главного редактора Rob Clymo. На 29 выпуске новый редактор основательно пересмотрел и расширил рецензии на альбомы, живые выступления и ввёл новостную колонку о блэк-метале. В последующие два года преобладали дискуссии в духе «блэк-метал против хардкор-панка». В журнале освещались как блэк-метал-группы (Emperor, Deicide, Vader, Mayhem), так и хардкор-панк-группы (Integrity, Shelter, Agnostic Front, Knuckledust).
В 1998 году журнал охватывает как ню-метал (который он пытался окрестить музыкой «шерстяной кепки», англ. woolly hat), так и более традиционные жанры. Из-за ню-метала журнал сильно критикуют. Появляется маткор, с группами Neurosis, Today Is the Day и The Dillinger Escape Plan. Публикуется последнее интервью с фронтменом группы Death Чаком Шульдинером в 59 выпуске, а также первое интервью с группой Slipknot в 73 выпуске.
Terrorizer приступает к периодическому изданию вложенных компакт-дисков, начиная с декабря 1998 года. До 2001 года диски выходили каждые четыре месяца, потом они стали выходить каждые два месяца и, наконец, с 2002 года каждый выпуск комплектуется компакт-диском.

### 1999–настоящее время
Terrorizer завершил 1999 год Рождественским концертом в Лондоне, при участии Hecate Enthroned, Akercocke и Morbid Angel. В конце 2000 года Jonathan Selzer заменил Nick Terry в качестве редактора, а в 2001 году интенсивное освещение в журнале получил дум-метал.
На 116 выпуске журнала вложенный компакт-диск сменил своё прежнее название «Terrorized» на «Fear Candy» (на 26 номере диска). Некоторые диски стали получать название «Fear Candy Unsigned» (вместо прежнего «The Abominable Showcase»), на которых издавались группы, неподписанные (англ. Unsigned) на лейблы и конкурирующие за интервью в журнале. К группам с «Fear Candy Unsigned», получившим определённый успех, можно отнести симфоник-метал-группу Season's End (1 Records), группу с зомби-тематикой Send More Paramedics (In at the Deep End Records), постхардкор-группу Million Dead (распалась), авангардную грайндкор-группу Tangaroa (Anticulture Records).
В 2007 году новым редактором стал Joseph Stannard, так как Jonathan Selzer перебрался из Terrorizer в Metal Hammer. В настоящее время должность главного редактора занята бывшим штатным сотрудником Rock Sound и Kerrang! Darren Sadler, после того, как предыдущий редактор Louise Brown покинула Terrorizer, чтобы создать журнал Iron Fist.

## Специальные жанровые серии
Terrorizer опубликовал 9 специальных серий, посвящённых отдельным жанрам (номера выпусков указаны в скобках):
- Punk Special (#96, 2002)
- Gore Special (#98, 2002)
- Prog Special (#101, 2002)
- Thrash Special (#108 & #109, 2003)
- Black Metal Special (#128, #129 & #130, 2005)
- Power Metal Special (#135, #136 & #137, 2005)
- Doom Special (#142, #143 & #144, 2006)
- Death Metal Special (#148, #149, #150 & #151, 2006)
- Prog Special (The Return of Prog) (#161, #162 & #163 2007)

## Terrorizer Online
Terrorizer Online — это еженедельный вебзин, стартовавший осенью 2007 года. Характеризуется более личным и непочтительным тоном, который вносят различные участники редакционной команды. Публикуется эксклюзивный контент, от рецензий на альбомы и альтернативных версий основных статей (Down, Apocalyptica, Today Is the Day, Dam, Testament, Cannibal Corpse, Pestilence), до оригинальных интервью (Massacre, Finntroll, The Locust, Sepultura, Bad Brains, Wintersun, Iced Earth).